# Senad Mašović
Senad Mašović, bosansko-hercegovski general, * 19. julij 1969.
Trenutno je načelnik Združenega štaba Oboroženih sil Bosne in Hercegovine.